# Monitor Polski
Monitor Polski повна назва Dziennik Urzędowy Rzeczypospolitej Polskiej «Monitor Polski», абревіатура M.P. (укр. Монітор Польський) — офіційне друковане видання, що видається в Польщі Кабінетом міністрів і публікує правові акти, прийняті Радою міністрів. На відміну від видання «Dziennik Ustaw», який публікує нормативні акти, обов'язкові для юридичних і фізичних осіб, «Monitor Polski» публікує тільки нормативні акти, обов'язкові до виконання органами державної влади.
Рішення про заснування цього видання було прийняте 3 січня 1918 року декретом Регентської ради Королівства Польського. Перший номер вийшов 6 лютого 1918 р.. А 20 червня 2000 був виданий закон, що встановлює обов'язок публікувати на сторінках видання правові акти Польської Республіки.
До кінця 2012 року друкувався додаток «Monitor Polski В», на сторінках якого публікувалися фінансові звіти державних органів.
«Monitor Polski» публікує:
- Постанови президента Польщі, оприлюднені відповідно до законів;
- Постанови Кабінету міністрів й розпорядження прем'єр-міністра, оприлюднені відповідно до закону;
- Рішення Конституційного суду, що стосуються нормативних актів, опублікованих у виданні «Monitor Polski»;
- Рішення Сейму і Сенату, що стосуються призначень на державні посади та звільнень із них;
- Офіційні акти президента Польщі, які стосуються:
  - скликання першого засідання новообраного Сейму та Сенату;
  - відставки президента Польської Республіки;
  - висування і призначення прем'єр-міністра і членів Кабінету міністрів;
  - прийняття відставки Кабінету міністрів і призначення тимчасових виконуючих обов'язки міністрів;
  - внесення зміни до складу Кабінету міністрів на прохання прем'єр-міністра;
  - відсторонення від посади міністра, що отримав вотум недовіри від Сейму;
  - призначення й звільнення з посад державних чиновників;
  - призначення суддів;
  - присвоювання наукового звання;
  - присвоювання звання генерала або призначення на еквівалентну посаду;
  - призначення на посаду Керуючого справами президента Польщі.